# Al Mansour
L'Al Mansour è stato un traghetto, appartenuto alla Comanav dal 1998 al 2015.

## Caratteristiche
Al momento del varo, per l'epoca si trattava di un progetto piuttosto innovativo, poiché la conformazione squadrata della nave, soprattutto a poppa, garantiva più spazio a bordo rispetto ad altre tipologie di traghetti e permetteva di trasportare un maggior quantitativo di passeggeri e veicoli.
Il traghetto è mosso da due motori Diesel Krupp-MaK 12M551AK, eroganti ciascuno una potenza di 5178 kW a 400 giri/min, per un totale di 10356 kW. Grazie a essi può raggiungere una velocità massima di 18 nodi e può trasportare 1200 passeggeri e 450 automobili.
È un traghetto ro/ro, dotato di doppia apertura, sia della prua che del portellone a poppa.

## Servizio
Ultimo di una serie di quattro unità gemelle costruite per la Stena Line, viene varato il 16 maggio 1975 nel cantiere navale Rickmers Werft di Bremerhaven con il nome di Stena Nordica e consegnato alla compagnia armatrice il 28 novembre successivo. Il 2 dicembre prende servizio nei collegamenti tra Göteborg e Kiel come traghetto merci.
Nel febbraio del 1976 viene noleggiato ed impiegato sempre come traghetto merci tra il Mediterraneo ed il Golfo Persico.
Il 27 Aprile 1976 parte da Ras Tanura (Arabia Saudita) diretta a St.John dopo aver scaricato anche provviste per la nave cisterna Margaret Onstad. Dal 1º giugno al novembre dello stesso anno opera quindi in noleggio per la Marine Atlantic, che aveva già a noleggio le gemelle Marine Atlantica e Marine Nautica, insieme alle quali viene impiegato nei collegamenti tra North Sydney e Port-aux-Basques. A fine noleggio torna in servizio tra il Mediterraneo e Golfo Persico.
Nell'aprile del 1977 torna in servizio per la Stena Line sulla Göteborg-Frederikshavn e da maggio viene di nuovo noleggiato alla Marine Atlantic, tornando in servizio sulla North Sydney – Port Aux Basques, fino al settembre successivo. Nello stesso mese viene noleggiato alla Townsend Thoresen fino ad aprile 1978 ed impiegato sulla Felixstowe-Zeebrugge. A fine noleggio torna ad essere impiegata per Marine Atlantic sulla North Sydney-Port Aux Basques.
Terminato il noleggio alla Marine Atlantic, nel settembre del 1978 viene noleggiato alla Hellas Syria Expres Line, una compagnia figlia di un accordo tra Stena ed il gruppo greco Soutos. Ribattezzato Hellas, opera nei collegamenti tra Volos e Lattakia, offrendo sette viaggi al mese in ciascuna direzione.
Nell'aprile del 1979 termina il noleggio e viene ribattezzato Stena Nordica.
Il 10 maggio salpa da Lisbona per North Sydney, tornando in noleggio per la Marine Atlantic nei collegamenti tra North Sydney e Channel-Port aux Basques. Il 4 settembre 1979 termina il noleggio e salpa per Fishguard. Nello stesso mese, prende servizio come traghetto merci nei collegamenti tra Göteborg e Kiel.
Da febbraio ad aprile 1980 viene noleggiato alla Sealink ed impiegato nei collegamenti tra Fishguard e Rosslare. Nello stesso mese, viene ribattezzato Hellas e torna in servizio per Hellas Ferries nei collegamenti tra Volos e Lattakia.
Nel settembre del 1989 termina il noleggio e viene ribattezzato Stena Nordica.
Il 16 ottobre 1980 viene noleggiato alla B&I Line e prende servizio nei collegamenti tra Rosslare e Pembroke Dock.
Il 18 novembre 1980 ha una grave avaria ai motori e viene trasferito in cantiere a Birkenhead per le necessarie riparazioni. Dal 2 febbraio 1981 torna regolarmente in servizio.
Il 24 aprile 1981 si incaglia al largo di Milford Haven, riuscendo tuttavia a liberarsi con la propria propulsione.
Dal 6 maggio all'ottobre del 1981 torna in noleggio alla Marine Atlantic, tornando ad operare sulla North Sydney-Port aux Basques. Nell'ottobre del 1981, torna in noleggio alla Hellas Ferries come Hellas e torna ad operare sulla Volos-Lattakia.
Nel febbraio del 1982 termina il noleggio per la Hellas Ferries e, ribattezzato Stena Nautica, viene trasferito in cantiere a Flessinga. Nello stesso mese viene noleggiato alla Regie voor Maritiem Transport ed il 7 aprile giunge ad Ostenda.
L'8 aprile 1982 prende servizio come traghetto merci nei collegamenti tra Ostenda e Dover.
Il 28 febbraio 1983 viene venduto a titolo definitivo alla Regie voor Maritiem Transport, dalla quale viene ribattezzato Reine Astrid.
Dal 14 febbraio al marzo del 1984 viene sottoposto a lavori di ristrutturazione nei cantieri navali di Anversa, durante i quali vengono aggiunte le controcarene.
Il 26 maggio 1985 si incaglia all'uscita dal porto di Ostenda, riuscendo tuttavia a liberarsi con la propria propulsione.
Il 26 maggio 1985 entra in collisione contro un bassofondo al largo di Ostenda, riuscendo tuttavia a liberarsi poco tempo dopo con l'aiuto di un rimorchiatore.

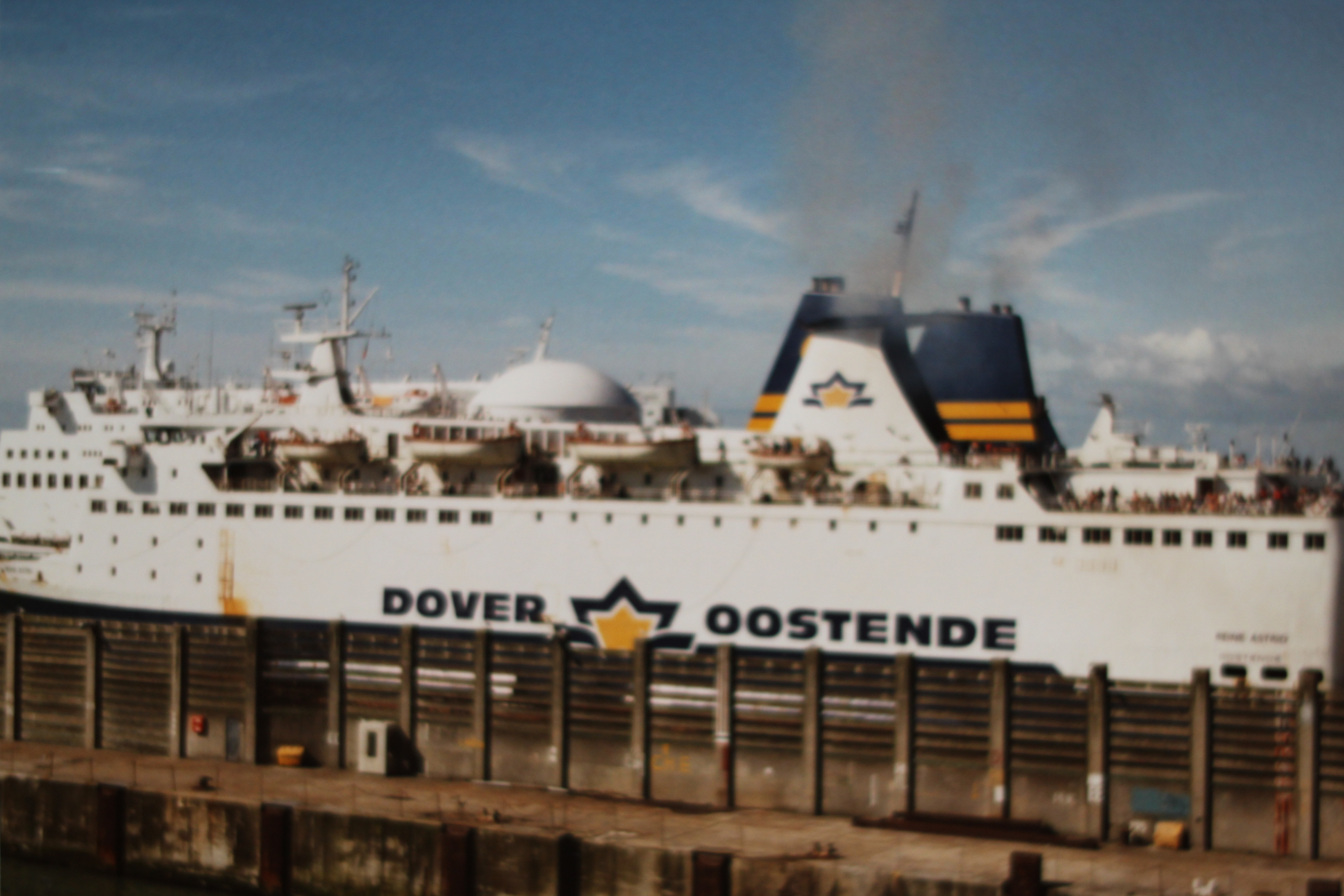
L'allora Reine Astrid nel 1993.

Dal 1º gennaio 1994 lo scalo a Dover viene spostato a Ramsgate.
Il 31 ottobre 1996 subisce gravi danni alla prua e, a causa degli alti costi delle riparazioni, viene disarmato ad Ostenda e messo in vendita.
Nel febbraio del 1997 viene venduto all'italiana Nav.Ar.Ma, già proprietaria del gemello Moby Vincent, e, ribattezzato Moby Kiss, il 3 febbraio salpa per Livorno.
Nel maggio del 1997 viene noleggiato alla Comanav e, ribattezzato Al Mansour, prende servizio nello stesso mese nei collegamenti tra Algeciras e Tangeri Med.
Nel maggio del 1998 viene acquistato a titolo definitivo dalla Comanav.
Il 6 agosto 2001, durante la navigazione verso Algeciras, entra in collisione con la cementiera Indalo a causa della fitta nebbia. Il traghetto, rimorchiato ad Algeciras, viene successivamente trasferito in cantiere e riparato.
Il 17 aprile 2007 entra in collisione con il Ciudad de Malaga durante l'evoluzione ad Algeciras.
Nel maggio del 2012, a causa del fallimento della Comanav, viene disarmato ad Algeciras e messo in vendita.
Successivamente, rimane fino al 2015 in stato di abbandono.
Nel giugno del 2015 viene venduto all'asta per la demolizione dalle autorità portuali di Algeciras per 702.000 euro ed il 27 luglio salpa al traino per Aliağa, dove viene spiaggiato l'11 agosto successivo.

## Navi gemelle
- Moby Vincent
- Al Jabara (ex Corsica Marina Seconda)
- Sardinia Vera